# Lepidosperma pauperum
Lepidosperma pauperum är en halvgräsart som beskrevs av Georg Kükenthal. Lepidosperma pauperum ingår i släktet Lepidosperma och familjen halvgräs.
Artens utbredningsområde är Nya Kaledonien. Inga underarter finns listade i Catalogue of Life.